# Tadeusz Morski
Tadeusz Morski herbu Topór, pseud. i krypt.: Un Polonais; T. M. (ur. 1754, zm. 1 września 1825 w Krakowie) – publicysta, poeta, tłumacz, dyplomata, polityk, pełnomocnik Rady Najwyższej Narodowej w ziemi stężyckiej i powiecie garwolińskim w czasie insurekcji kościuszkowskiej, wolnomularz, poseł Rzeczypospolitej w Królestwie Hiszpanii w 1790 roku, poseł ekstraordynaryjny Rzeczypospolitej w Madrycie w 1792 roku.

## Życiorys
Urodził się w Małopolsce (prawdopodobnie na ziemi przemyskiej), jako syn Antoniego, późniejszego kasztelana lwowskiego, i Anny z Siemianowskich. W latach 1761–1762 uczęszczał do Collegium Nobilium jezuitów we Lwowie. Kształcił się u warszawskich teatynów, a w latach 1766–1768 w Szkole Rycerskiej. Nieco później prawdopodobnie podjął służbę w wojsku saskim. W 1776 roku został szambelanem królewskim Stanisława Augusta, wkrótce otrzymał ksztelanię przemyską. W okresie Sejmu Czteroletniego współpracował (jako publicysta) ze stronnictwem patriotycznym. W 1790 został kawalerem Orderu Świętego Stanisława. W 1791 uzyskał, przy poparciu Ignacego Potockiego, nominację królewską na stanowisko poselskie w misji dyplomatycznej w Madrycie (starał się o nią również Józef Ankwicz) zatwierdzoną następnie przez Deputację Spraw Zagranicznych.
W wyniku problemów finansowych misja w Madrycie została zlikwidowana w lipcu 1791 roku (pozostał tam tylko Chargé d’affaires Kajetan Zbyszewski). Tadeusz Morski po opuszczeniu we wrześniu hiszpańskiej placówki przez krótki czas przebywał w Anglii. W tym czasie w listach do Potockiego rozgoryczony pisał iż jego odwołanie ma swoją przyczynę we wrogości Chreptowicza. Po powrocie do kraju otrzymał wypłatę 6 tysięcy złotych polskich (ekspens korespondencyjny, wcześniej dostał z góry 2600 florenów zapłaty za pół roku pracy na placówce) a w październiku otrzymał z rąk króla Order Orła Białego.
W 1812 roku przystąpił do Konfederacji Generalnej Królestwa Polskiego.

## Twórczość
Tadeusz Morski był autorem Uwagi nad pismem Seweryna Rzewuskiego... będącej odpowiedzią na O sukcesji tronu w Polszcze. Rzecz krótka. (1790). Wkrótce po powrocie (1792) opublikował książkę Myśli o potrzebie i sposobach przysposobienia młodzieży do służby dyplomatycznej w Polszcze, w której postulował likwidację wszystkich misji dyplomatycznych z wyjątkiem państw ościennych. Był również autorem poematów heroikomicznych według Jeana-Baptiste Louisa Gresseta Pulpit żyjący (1781).

### Ważniejsze utwory
1. Uwagi o chłopach[10], Warszawa (1788); przedr.: "Materiały do dziejów Sejmu Czteroletniego" t. 1, Wrocław 1955, (według H. Mościckiego autorem był brat Tadeusza – Onufry)
2. Uwagi nad pismem Seweryna Rzewuskiego, hetmana polnego kor., O sukcesji tronu w Polszcze[11], (Warszawa 1790); przedr.: "Materiały do dziejów Sejmu Czteroletniego" t. 1, Wrocław 1955
3. Myśli o potrzebie i sposobach przysposobienia młodzieży do służby dyplomatycznej w Polszcze[12], Warszawa 1792; wyd. następne: wyd. H. Mościcki, Warszawa 1919
4. Do Kościuszki w dniu imienin w Sieniawie, powst. 1792, z rękopisu Biblioteki Polskiej w Paryżu wyd. W. Dzwonkowski: Kościuszko w Galicji jesienią 1792 r., "Tygodnik Ilustrowany" 1917, nr 43[13]
5. Lettre... à M. l'Abbé de Pradt, ex-archevêque de Melines, ci-devant chevalier de l'ordre de la Réunion de Hollande et ambassadeur de France à la cour de Varsovie, Warszawa 1815; wyd. następne: Paryż 1815; Lipsk 1816; autograf: Biblioteka Polska w Paryżu
6. Lettre d'un Polonais à la grandeur Mr. de Pradt, sur la politique de sastreusse pour l'Europe en général et en particuliers très funeste pour la Pologne, Getynga 1816, (zapis i autorstwo według H. Mościckiego).

### Przekłady
1. J. B. L. Gresset: Vert-vert, czyli szpak klasztornego chowania[14], Warszawa 1779; wyd. następne: wyd. 2 uzupełnione Warszawa 1781 (dod. wiersz: Manifest szpaka przeciw dudkowi); wyd. 3 Złoczów 1894
2. J. B. L. Gresset: Pulpit żyjący. Poema polskie na model Gresseta...[15], Gdańsk (Warszawa) 1781.

### Listy i materiały
1. Do E. Wodzickiego z roku 1780, rękopis: Ossolineum, sygn. 11668/II
2. Do Stanisława Augusta 21 listów z lat 1780-1792, oraz 1 list od Stanisława Augusta z roku 1792, rękopisy: Biblioteka Czartoryskich, sygn. 672-673, 697, 699, 721, 723, 734, 927
3. Do I. Potockiego 20 listów z lat 1788-1794 i bez daty, rękopisy: Archiwum Główne Akt Dawnych (Archiwum Wilanowskie, sygn. 280, 372); listy z 18 czerwca i 11 lipca 1790 cyt. B. Dembiński w: Polska na przełomie, Warszawa (1913)
4. Korespondencja z lat 1791-1793 z K. Zbyszewskim (8 listów), J. d'Andŭaga, A. Qŭeneaŭ, min. de Florida Blanca (13 listów), S. de Velasco y Coello; rękopis: Ossolineum, sygn. 923/I
5. Trzydzieści osiem raportów do min. H. Mareta z roku 1812; zeszyty Opisu statystycznego guberni wołyńskiej, podolskiej i ukraińskiej oraz list od Mareta z 22 lipca 1812; rękopisy: Arch. Nationales w Paryżu, sygn. AF 1648, AF IV 1650
6. Do D. de Pradta i H. Mareta z roku 1812, rękopis: Arch. du Ministère des Affaires Étrangères w Paryżu (Pologne 331)
7. Do A. Kosińskiego z roku 1812, rękopis znajdował się w Bibliotece Towarzystwa Przyjaciół Nauk Poznań, sygn. 515
8. Korespondencja z M. Wielhorskim z roku 1812 (5 listów), rękopisy znajdowały się w Bibliotece Krasińskich, sygn. 4694, 4696
9. Do K. Koźmiana (brak daty) w zbiorze z lat 1813-1839, rękopis: Biblioteka PAN Kraków, sygn. 2031, t. 2.

Materiały dotyczące Morskiego znajdują się ponadto w rękopisach Ossolineum, sygn. 487/III, 720/I.